# Кальмия многолистная
Ка́льмия многоли́стная (лат. Kalmia polifolia) — вид цветковых растений рода Кальмия (Kalmia) семейства Вересковые (Ericaceae). Некоторые источники не признают данный вид.

## Ботаническое описание

### Вегетативные органы

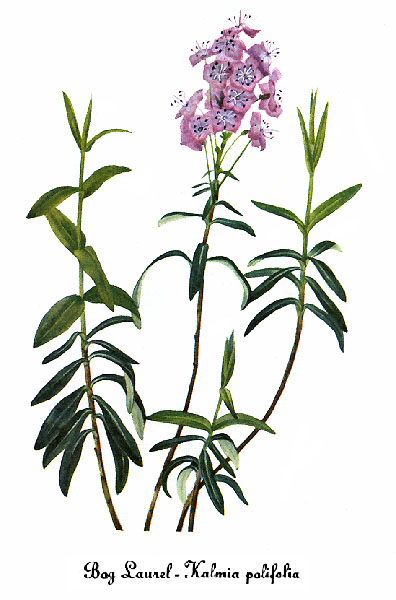
Кальмия многолистная (Kalmia polifolia). Ботаническая иллюстрация Мэри Во Уолкотт (1860—1940)

Вечнозелёный кустарник с густой и компактной кроной высотой и шириной около 0,6 м.
Корневая система хорошо развита. Растение образует симбиоз с грибами (микоризу).
Главные ветви только восходящие. Кора поначалу пурпурная, но постепенно сереет. Почки супротивные, яйцевидные, ярко-зелёные и очень маленькие. Листья располагаются супротивно на ветвях. Они цельнокрайние, покрыты восковым налётом, верхняя сторона — синевато-зелёная, а нижняя — белая. Ниже листовой пазухи одного листа располагается другой лист, окружающий в своей нижней части стебель. Особенно это заметно в нижней части растения.

### Генеративные органы

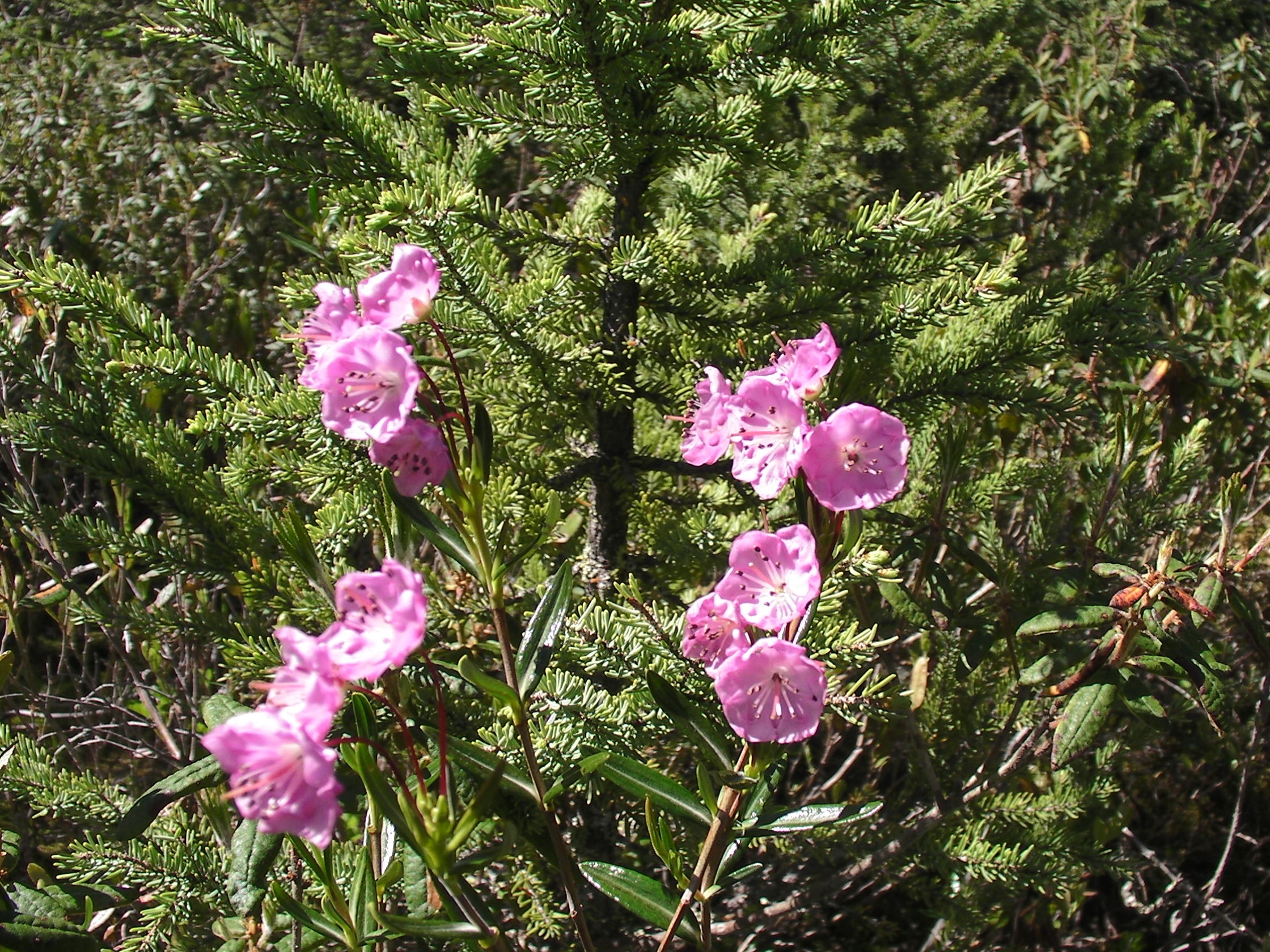
Цветки

Цветки розовые, колоколовидные, 5-членные, располагаются одиночно на концах ветвей, основания лепестков сдавлены по направлению от стебля. Цветение в апреле.
Плод — пурпурная коробочка, содержащая многочисленные жёлтые семена, созревающие в сентябре.

## Распространение и местообитание
Обитает на северо-востоке Северной Америки, от Ньюфаундленда к югу до Гудзонова залива. Растёт на холодных кислых болотах.

## Особенности химического состава
Растение содержит андромедотоксин, который, будучи проглоченным, понижает кровяное давление и может вызвать респираторные проблемы, головокружение, рвоту или диарею.